# Rue Lounès-Matoub
Pour les articles homonymes, voir Lounès.
La rue Lounès-Matoub est une voie du 19e arrondissement de Paris, en France.

## Situation et accès
La rue Lounès-Matoub est une voie publique située dans le 19e arrondissement de Paris. Elle débute au 181, boulevard Macdonald et se termine rue Émile-Bollaert.
La rue borde le mail Émile-Bollaert et est dans l'alignement de la passerelle Claude-Bernard depuis 2015.

## Origine du nom

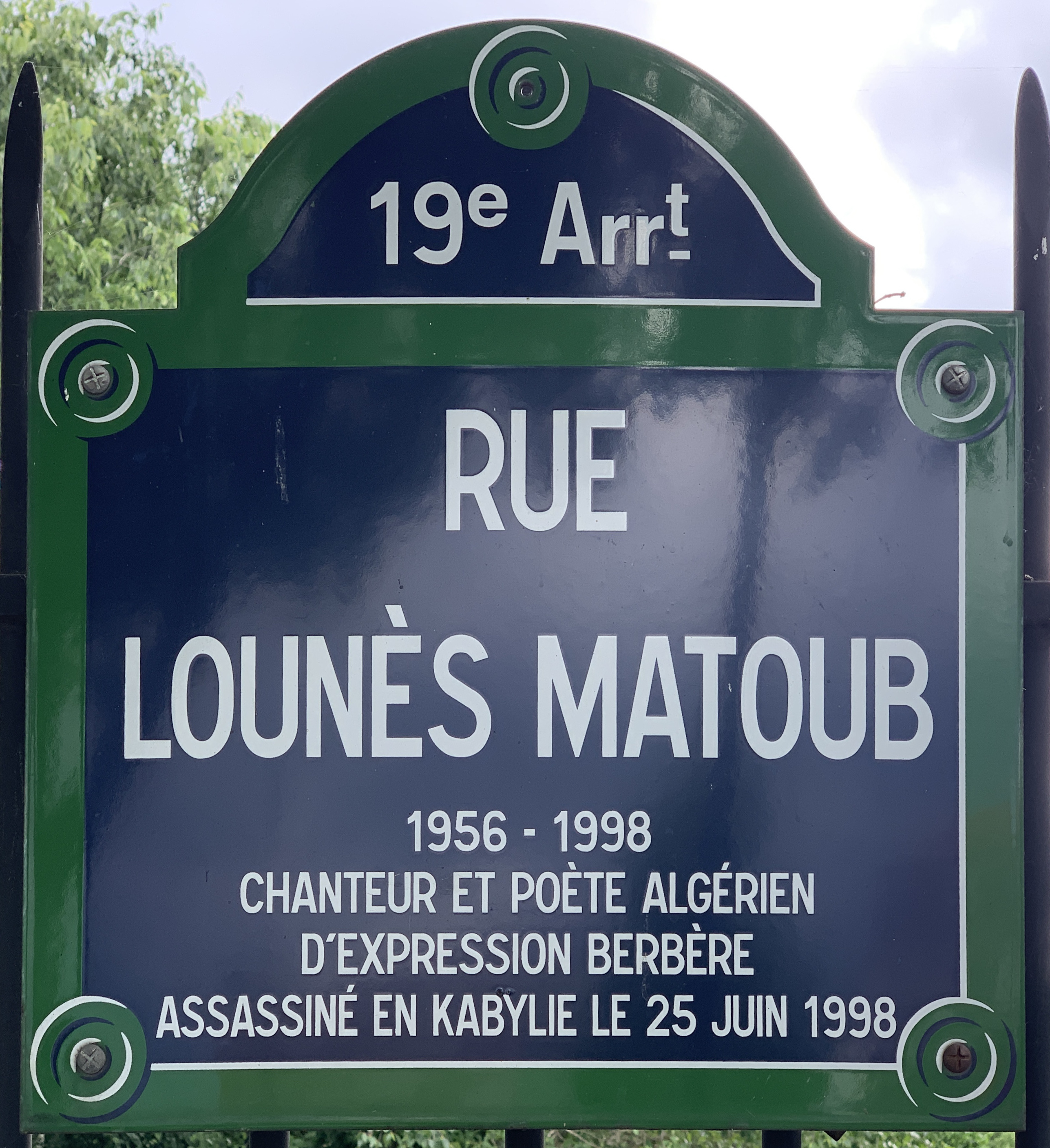
Plaque de la rue.

La rue rend hommage à Lounès Matoub (1956-1998), chanteur et poète algérien d'expression berbère assassiné en Kabylie.

## Historique
Cette rue est inaugurée le 3 juillet 2008, sans les membres de Tamazgha qui ont boycotté la cérémonie d'inauguration car ils souhaitaient que soit affiché « chanteur berbère » et non « poète chanteur algérien d’expression berbère assassiné en Kabylie le 25 juin 1998 ».